# La Chapelle-Saint-Sépulcre
La Chapelle-Saint-Sépulcre är en kommun i departementet Loiret i regionen Centre-Val de Loire strax norr Frankrikes mitt. Kommunen ligger i kantonen Courtenay som tillhör arrondissementet Montargis. År 2022 hade La Chapelle-Saint-Sépulcre 223 invånare.

## Befolkningsutveckling
Antalet invånare i kommunen La Chapelle-Saint-Sépulcre
| Referens: INSEE |